# کوپیاپو ۱۹۱۳۷
سیارک ۱۹۱۳۷ (به انگلیسی: 19137 Copiapo، نامگذاری:1989CP2)۱۹۱۳۷مین سیارک کشف شده‌است که در ۰۴ فوریه ۱۹۸۹ کشف شد.